# Nesticella okinawaensis
Espèce
Synonymes
- Nesticus okinawaensis Yaginuma, 1979

Nesticella okinawaensis est une espèce d'araignées aranéomorphes de la famille des Nesticidae.

## Distribution
Cette espèce est endémique de l'archipel Nansei au Japon,. Elle se rencontre sur Okinawa, Kume-jima, Okino-erabu-jima et Amami ō-shima.

## Description
Le mâle holotype mesure 1,8 mm et la femelle paratype 2,2 mm.
Le mâle décrit par Ballarin et Eguchi en 2023 mesure 1,89 mm et la femelle 1,84 mm, les mâles mesurent de 1,85 à 1,89 mm et les femelles de 1,68 à 2,07 mm.

## Systématique et taxinomie
Cette espèce a été décrite sous le protonyme Nesticus okinawaensis par Yaginuma en 1979. Elle est placée dans le genre Howaia par Lehtinen et Saaristo en 1980 puis dans le genre Nesticella par Wunderlich en 1986.

## Étymologie
Son nom d'espèce, composé de okinawa et du suffixe latin -ensis, « qui vit dans, qui habite », lui a été donné en référence au lieu de sa découverte, Okinawa.

## Publication originale
- Yaginuma, 1979 : « A study of the Japanese species of nesticid spiders. » Faculty of Letters Revue, Otemon Gakuin University, vol. 13, p. 255-287.